# 福亨村

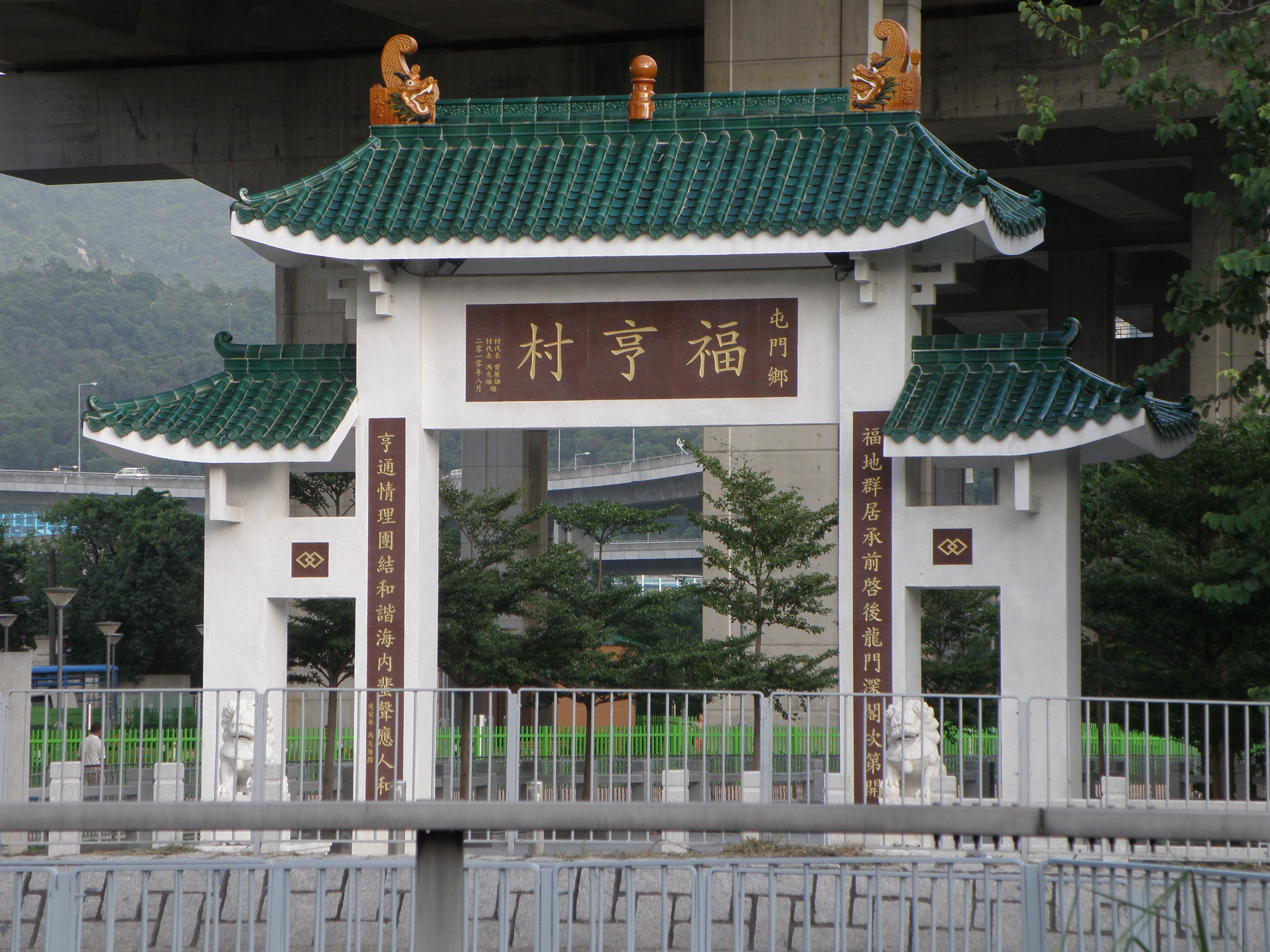
福亨村牌坊

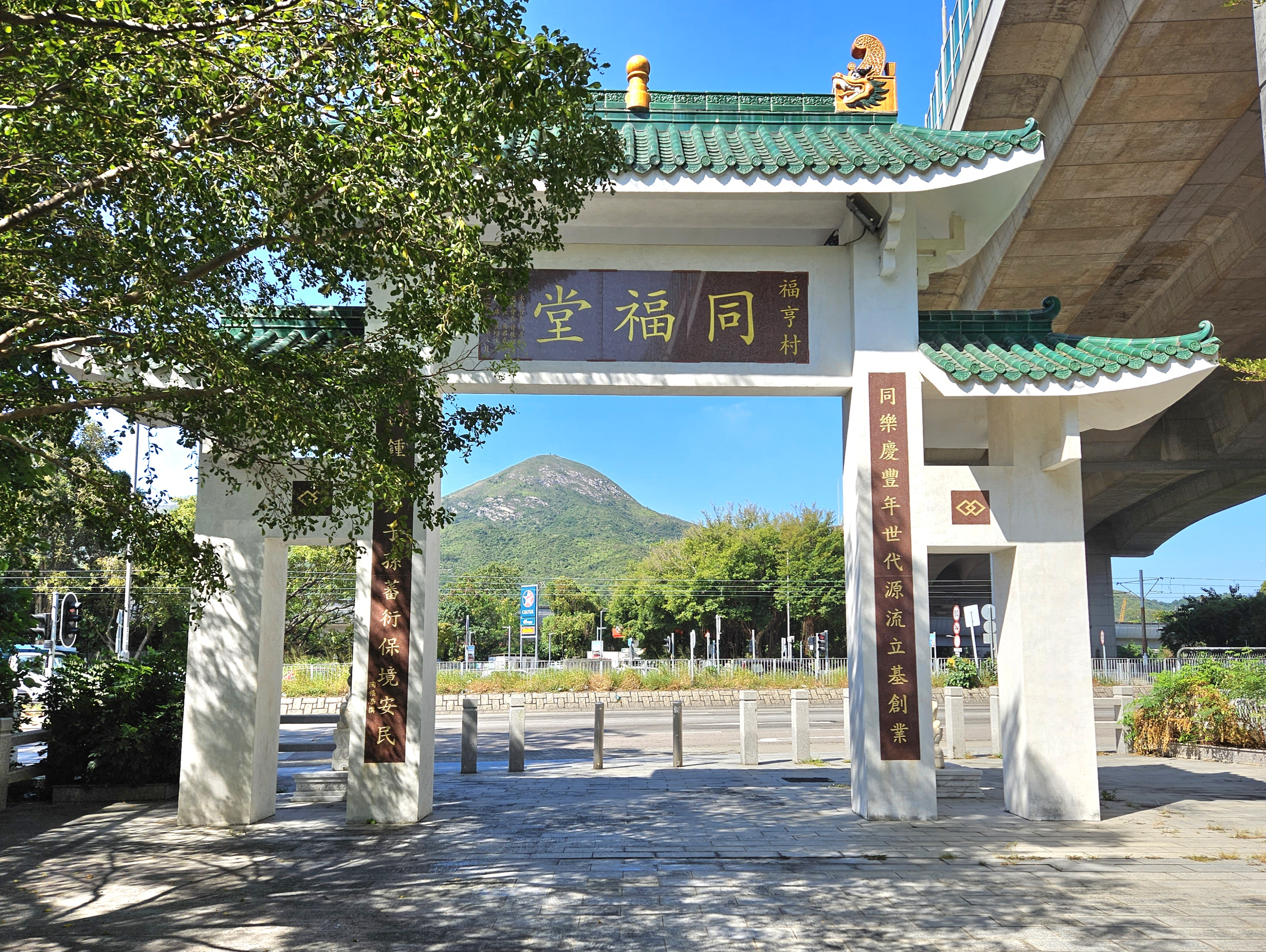
福亨村牌坊背面

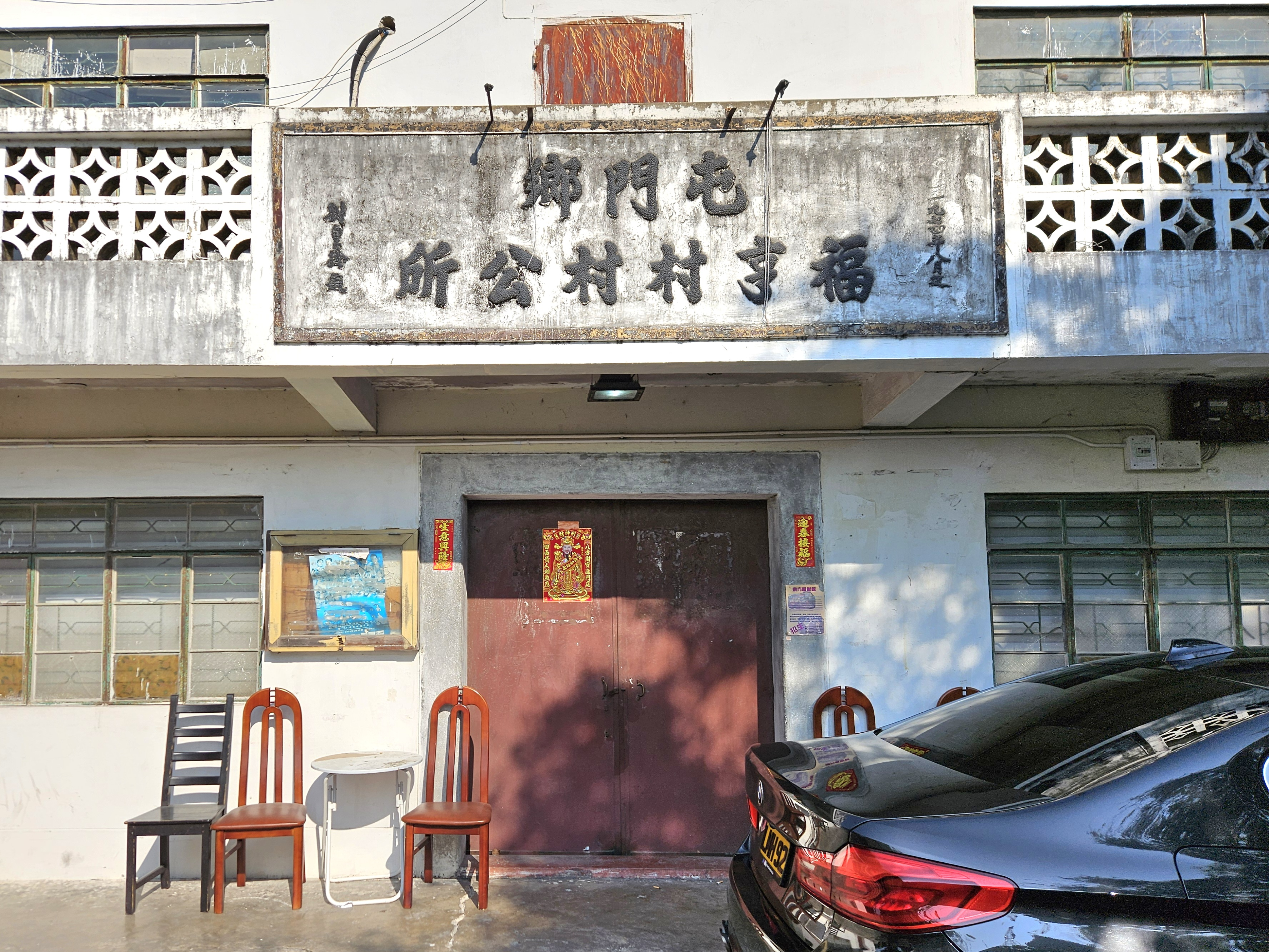
屯門鄉福亨村村公所

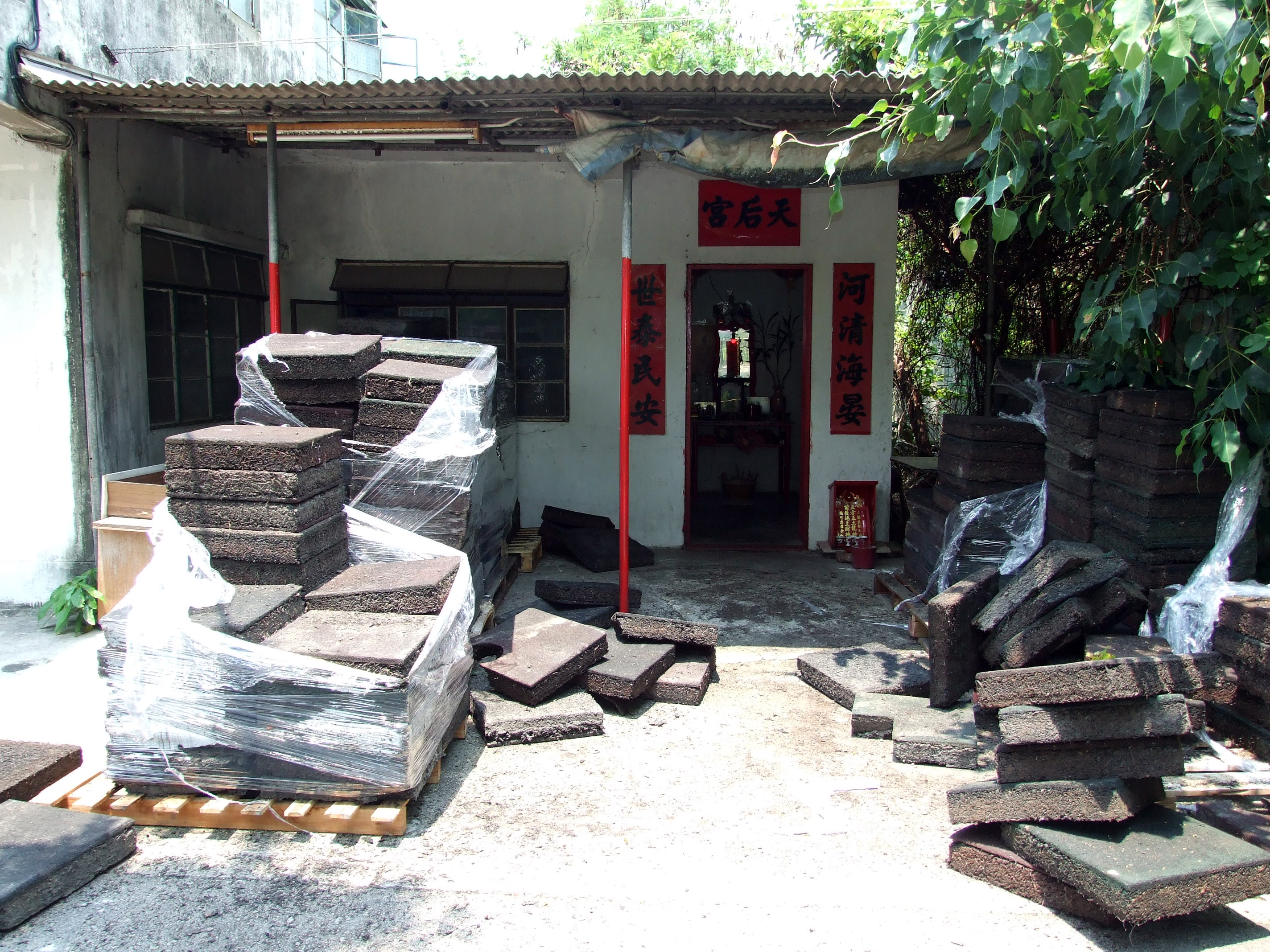
福亨村天后宮

福亨村（英語：Fuk Hang Tsuen）是香港屯門的一个鄉村，位於菜園村以南、藍地站及豫豐花園以東、鄰近青磚圍、綠怡居及南鄰福亨村路、元朗公路第二出口至南安佛堂 

## 事件
2011年9月中，香港警方毒品調查科在當地一個廢料回收場，起出567公斤可卡因，市值6億港元。為香港有史以來最大宗販毒案。 